# كريستين ماكفي
كريستين آن ماكف (/məkˈviː/; ن ابتدعت التمثيل في 12 يوليو 1943 إلى 30 نوفمبر 2022) وكانت موسيقيار ومغنيتا وكاتبة أغاني إنجليزيه. كانت ذائعة الصيت كاأحد أهم عازفي لوحة المفاتيح وأحد مطربي فليتوود ماك.